# Natur und Recht
Die Zeitschrift Natur und Recht (NuR) ist eine monatliche juristische Fachzeitschrift für das gesamte Recht zum Schutze der natürlichen Lebensgrundlagen und der Umwelt. Sie wird vom Springer-Verlag herausgegeben.
Die Schriftleitung führen Walter Frenz und Michael Kotulla.

## Inhalte
Natur und Recht behandelt Themen des Rechts des ökologischen Natur- und Umweltschutzes. Weitergehend werden Rechtsgebiete abgedeckt die Umweltfragen tangieren, darunter Bau- und Fachplanungsrecht, Immissionsschutz-, Abfall-, Wasser-, Bodenschutz- und Landesplanungsrecht sowie Jagd-, Fischerei-, Forst- und Landwirtschaftsrecht. Tierschutz- und Denkmalschutzrecht runden das Themenspektrum ab.